# Ålems Sparbank
Ålems Sparbank är en sparbank med verksamhet i Mönsterås kommun i Kalmar län. Banken lyder under sparbankslagen och är fristående, men genom samarbetsavtal står man Swedbank nära. Ålems Sparbank är medlem i SR, Sparbankernas Riksförbund.
Banken bildades 1854 och verksamheten omfattar idag 26 anställda. Affärsvolymen 2010 var 5 miljarder kronor. Banken har två kontor, huvudkontoret i Ålem och ett i Blomstermåla.